# HD 93083 b
إتش دي 93083 ب (بالإنجليزية: HD 93083 b)‏ هو كوكب خارج المجموعة الشمسية يدور حول النجم إتش دي 93083 في كوكبة مفرغة الهواء. من المحتمل أن تكون كتلته أقل بكثير من كتلة المشتري، على الرغم من أن كتلته الدنيا هي المعلومة فقط. ويقدر متوسط المسافة بين الكوكب ونجمه بحوالي نصف المسافة بين الأرض والشمس، وله انحراف مداري طفيف. اكتشف الكوكب بواسطة فريق هاربس "HARPS" البحثي.
كشفت تحليلات الاستقرار أن مدارات الكواكب المشابهة لكوكب الأرض والواقع في النقاط التزامنية لكوكب إتش دي 93083 ب ستكون مستقرة لفترة طويلة من الزمن.

## وصلات خارجية
- "HD 93083". Exoplanets. مؤرشف من الأصل في 2020-04-15.
- محاكات كوروت
- www.universeguide.com